# Saint-Martin-de-Landelles

Saint-Martin-de-Landelles este o comună în departamentul Manche, Franța. În 1 ianuarie 2018 avea o populație de 1.142 de locuitori.